# Bolivaritettix yunnanensis
Bolivaritettix yunnanensis är en insektsart som beskrevs av Zheng, Z. och B. Mao 2002. Bolivaritettix yunnanensis ingår i släktet Bolivaritettix och familjen torngräshoppor. Inga underarter finns listade i Catalogue of Life.